# Gilbert Moxley Sorrel
Gilbert Moxley Sorrel (23 février 1838 – 10 août 1901) est un officier d'état-major et brigadier général dans l'armée provisoire des États confédérés,.

## Avant la guerre
Sorrel naît à Savannah, en Géorgie, le fils de l'un des hommes les plus riches de la ville, Francis Sorrel. Il est le beau-frère de William W. Mackall, qui est un général confédéré et le chef d'état-major de Braxton Bragg.

## Guerre de Sécession

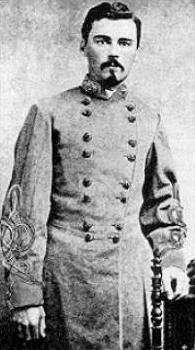
Brigadier général Moxley Sorrel

En 1861, Moxley quitte son emploi en d'employé de la division bancaire de la Central Geogia Raildoad à Savannah, en prenant part à la prise confédérée du fort Pulaski , en tant que simple soldat dans les hussards de Géorgie. Avec les lettres d'introduction du colonel Jordan, de l'état-major du général P. G. T. Beauregard, et ami de son père, il est placé sous les ordres du brigadier général James Longstreet à Manassas, en Virginie, le 21 juillet 1861, et commence à servir en tant qu'aide-de-camp volontaire sans solde. Sorrel est décrit comme : « un grand, Géorgien svelte dont la grâce gauloise, les yeux sombres et l'allure montrent le sang d'un grand-père qui a été colonel des ingénieurs dans l'armée française ».
Longstreet écrit que son jeune aide-de-camp « est entré dans la bataille aussi gaiement qu'un galant, et semblait recevoir des ordres qui le projetaient dans les positions les plus exposées avec un plaisir particulier ».
Le 11 septembre 1861, Sorrel reçoit sa commission de capitaine et est affecté en tant qu'adjudant-général du général Longstreet. Il est promu commandant le 24 juin 1862 et de lieutenant-colonel le 18 juin 1863. Lorsque le général Lee réorganise l'armée de Virginie du Nord à l'automne 1862, Longstreet donne plus de responsabilité à Sorrel au sein du premier corps. Il sert sous les ordres de Longstreet jusqu'en octobre 1864, lorsqu'il est nommé brigadier général. Lorsque Longstreet recommande la promotion de Sorrel, il écrit : « Beaucoup du succès du mouvement est dû à la façon très habile avec laquelle le mouvement a été dirigé par le lieutenant-colonel Sorrel ».
Sorrel commande ensuite la brigade de Sorrel de la division du major général William Mahone à Petersburg et Hatcher's Run, et est blessé lors des deux batailles.
Richard L. DiNardo écrit : « Même les critiques les plus virulentes de Longstreet ont admis qu'il avait rassemblé le meilleur état-major employé par un commandant, et que de facto son  chef d'état-major, le lieutenant-colonel Moxley Sorrel, a été le meilleur officier d'état-major de la Confédération ».

## Après la guerre
Après la guerre de Sécession, Sorrel retourne à Savannah, travaille à la direction de l'Ocean Steamship Company, et sert dans le conseil d'administration de la Georgia Historical Society.
Le 14 novembre 1867, il épouse Kate Amelie DuBignon à Woodville, dans le comté de Baldwin, en Géorgie. Mme DuBignon, la fille de Charles et d'Ann Virginia Grantland DuBignon, en janvier 1846 à Milledgeville, le comté de Baldwin, en Géorgie et meurt le 26 décembre 1919 à Warrenton, dans le comté de Fauquier, en Virginie.
Lorsque Robert E. Lee visite Savannah des mois avant sa mort, en 1870, Sorrel mène la délégation de Savannah, salue le général Lee à la gare, et l'escorte autour de la ville.
Sorrel meurt à Roanoke, en Virginie, et est enterré dans le cimetière de Laurel Grove, de Savannah.

## Héritage

### Mémoires
Les mémoires de Sorrel, Recollections of a Confederate Staff Officer, sont publiées à titre posthume, en 1905. L'historien Douglas Southall Freeman considère le livre de Sorrel comme l'un des meilleurs récits d'une personnalité majeure de la Confédération, qui se caractérise par « une centaine de touches d'humour et révélant les traits de description rapide ».

### Monument
La maison de Sorrel-Weed à Savannah, où il a grandi, est l'un des plus beaux exemples de l'architecture de style néo-grec aux États-Unis. Conçue en 1836 par Charles Clusky, c'est l'une des deux premières maisons en Géorgie à être désignée comme monument historique. La maison est ouverte au public pour des visites.

### Dans les médias populaires
Sorrel apparaît dans le roman récompensé par le prix Pulitzer de Michael Shaara, The Killer Angels (1974). Dans son adaptation cinématographique, Gettysburg (1993), Sorrel est incarné par Kieran Mulroney.
Dans l'uchronie d'Harry Tourterelle, How Few Remain (1997), Sorrel sert de chef d'état-major du président confédéré James Longstreet.